# العلاقات المغربية اللبنانية
العلاقات المغربية اللبنانية هي العلاقات الثنائية التي تجمع بين المغرب ولبنان.

## مقارنة بين البلدين
هذه مقارنة عامة ومرجعية للدولتين:
| وجه المقارنة                                              | المغرب                                 | لبنان                                                                |
| --------------------------------------------------------- | -------------------------------------- | -------------------------------------------------------------------- |
| المساحة (كم2)                                             | 710.85 ألف                             | 10.45 ألف                                                            |
| عدد السكان (نسمة)                                         | 36.07 مليون                            | 6.10 مليون                                                           |
| الكثافة السكانية (ن./كم²)                                 | 50.74                                  | 583.73                                                               |
| العاصمة                                                   | الرباط                                 | بيروت                                                                |
| اللغة الرسمية                                             | اللغة العربية، أمازيغية معيارية مغربية | اللغة العربية، لغة فرنسية                                            |
| العملة                                                    | درهم مغربي                             | ليرة لبنانية                                                         |
| الناتج المحلي الإجمالي (بليون دولار)                      | 268.14 مليار                           | 51.84 مليار                                                          |
| الناتج المحلي الإجمالي (تعادل القوة الشرائية) بليون دولار | 500.06 مليار                           | 81.54 مليار                                                          |
| الناتج المحلي الإجمالي الاسمي للفرد دولار أمريكي          | 8.05 ألف                               | 2.87 ألف                                                             |
| الناتج المحلي الإجمالي للفرد دولار أمريكي                 | 13.49 ألف                              | 08.46 ألف                                                            |
| مؤشر التنمية البشرية                                      | 0.769                                  | 0.628                                                                |
| رمز المكالمات الدولي                                      | +212                                   | +961                                                                 |
| رمز الإنترنت                                              | .ma                                    | .lb                                                                  |
| المنطقة الزمنية                                           | ت ع م+01:00                            | ت ع م+02:00، ت ع م+03:00، توقيت شرق أوروبا، توقيت شرق أوروبا الصيفي ‏ |

## منظمات دولية مشتركة
يشترك البلدان في عضوية مجموعة من المنظمات الدولية، منها:
| علم المنظمة | اسم المنظمة                                 | تاريخ انضمام المغرب | تاريخ انضمام لبنان |
| ----------- | ------------------------------------------- | ------------------- | ------------------ |
|             | وكالة ضمان الاستثمار متعدد الأطراف          | 17 سبتمبر 1992      | 19 أكتوبر 1994     |
|             | الأمم المتحدة                               | 12 نوفمبر 1956      | 24 أكتوبر 1945     |
|             | جامعة الدول العربية                         | 1 أكتوبر 1958       | 22 مارس 1945       |
|             | صندوق النقد العربي                          | ?                   | ?                  |
|             | منظمة التعاون الإسلامي                      | 25 سبتمبر 1969      | ?                  |
|             | منظمة حظر الأسلحة الكيميائية                | ?                   | ?                  |
|             | منظمة الشرطة الجنائية الدولية               | ?                   | ?                  |
|             | الصندوق العربي للإنماء الاقتصادي والاجتماعي | ?                   | ?                  |
|             | مؤسسة التنمية الدولية                       | 29 ديسمبر 1960      | 10 أبريل 1962      |
|             | يونسكو                                      | 7 نوفمبر 1956       | 4 نوفمبر 1946      |
|             | الاتحاد البريدي العالمي                     | ?                   | ?                  |
|             | البنك الدولي للإنشاء والتعمير               | 25 أبريل 1958       | 14 أبريل 1947      |
|             | المصرف العربي للتنمية الاقتصادية في أفريقيا | ?                   | ?                  |
|             | الاتحاد الدولي للاتصالات                    | 1 نوفمبر 1956       | 12 يناير 1924      |
|             | مؤسسة التمويل الدولية                       | 30 أغسطس 1962       | 28 ديسمبر 1956     |
|             | المركز الدولي لتسوية المنازعات الاستشارية   | 10 يونيو 1967       | 25 أبريل 2003      |

## علاقات سياسية
يُجسد موقف لبنان الداعم لوحدة المغرب وسيادته نموذجاً للعلاقات العربية العربية القائمة على الاحترام المتبادل والتعاون البناء، ويعكس حرص لبنان على المساهمة في حفظ الأمن والاستقرار في المنطقة العربية، حيث أكد وزير الخارجية والمغتربين اللبناني، عبد الله بو حبيب، على موقف بلاده الثابت الداعم لوحدة المغرب وسيادته على كامل ترابه، مُشدّداً على حرص لبنان على تعزيز أواصر الأخوة التاريخية التي تربطه بالمملكة المغربية وشعبها. ويأتي هذا التأكيد بعد ندوة عقدت في بيروت تضمنت مواقف مسيئة للمملكة، حيث عبر الوزير عن إدانة لبنان الشديدة لمثل هذه المواقف والتصريحات التي تُهدد استقرار المغرب ووحدة أراضيه.

## أعلام
هذه قائمة لبعض الشخصيات التي تربطها علاقات بالبلدين:
- إسماعيل بن عبد الله (7 مايو 1981 – )
- نادر مطر (لاعب كرة قدم مغربي، 12 مايو 1992 – )
- هشام بن عبد الله (رائد أعمال مغربي، 4 مارس 1964 – )

## وصلات خارجية
- موقع وزارة الخارجية المغربية